# Frullania polysticta
Frullania polysticta là một loài rêu tản thuộc họ Jubulaceae. Loài này có ở Bồ Đào Nha và Tây Ban Nha.